# Rüdiger Schnuphase
Rüdiger Schnuphase (ur. 23 stycznia 1954 w Werningshausen) – wschodnioniemiecki piłkarz grający na pozycji pomocnika.

## Kariera klubowa
Schnuphase urodził się w mieście Werningshausen. Karierę piłkarską rozpoczął w tamtejszym klubie BSG Traktor Werningshausen. W 1971 roku odszedł do Rot-Weiß Erfurt i w jego barwach zadebiutował w sezonie w rozgrywkach drugiej ligi NRD. Już po roku awansował z drużyną z Erfurtu do pierwszej ligi NRD. Od tego czasu stał się podstawowym zawodnikiem zespołu i w drużynie „czerwono-białych” grał do końca sezonu 1975/1976 nie odnosząc większych sukcesów.
Latem 1976 Schnuphase przeszedł do FC Carl Zeiss Jena i tam także występował w pierwszym składzie. W 1980 roku wywalczył z Carl Zeiss Puchar Niemieckiej Republiki Demokratycznej, dzięki zwycięstwu 3:1 w finale nad swoją dawną drużyną, Rot-Weiß Erfurt. Wiosną 1981 roku wystąpił z klubem z Jeny w finale Pucharu Zdobywców Pucharów, jednak Niemcy przegrali 1:2 z Dinamem Tbilisi. Niedługo potem Jena została wicemistrzem NRD, a w sezonie 1981/1982 Rüdiger z 19 golami został królem strzelców Oberligi. W Carl Zeiss występował do końca sezonu 1983/1984 i rozegrał dla tego klubu 196 spotkań w lidze, w których strzelił 94 gole.
Po odejściu z Carl Zeiss Schnuphase wrócił do Rot-Weiß Erfurt. Grał w nim jeszcze przez dwa lata i w 1986 roku zdecydował się zakończyć piłkarską karierę. W barwach Erfurtu wystąpił w 130 spotkaniach i zdobył 30 goli. Łącznie w pierwszej lidze NRD zaliczył 123 trafienia, co daje mu 7. miejsce na liście najlepszych strzelców wszech czasów.
| Sezon   | Klub               | Kraj | Rozgrywki    | Mecze | Bramki |
| ------- | ------------------ | ---- | ------------ | ----- | ------ |
| 1971/72 | FC Rot-Weiß Erfurt | NRD  | DDR-Liga     | 6     | 1      |
| 1972/73 | FC Rot-Weiß Erfurt | NRD  | DDR-Oberliga | 25    | 9      |
| 1973/74 | FC Rot-Weiß Erfurt | NRD  | DDR-Oberliga | 26    | 3      |
| 1974/75 | FC Rot-Weiß Erfurt | NRD  | DDR-Oberliga | 16    | 2      |
| 1975/76 | FC Rot-Weiß Erfurt | NRD  | DDR-Oberliga | 26    | 9      |
| 1976/77 | FC Carl Zeiss Jena | NRD  | DDR-Oberliga | 26    | 10     |
| 1977/78 | FC Carl Zeiss Jena | NRD  | DDR-Oberliga | 25    | 14     |
| 1978/79 | FC Carl Zeiss Jena | NRD  | DDR-Oberliga | 25    | 6      |
| 1979/80 | FC Carl Zeiss Jena | NRD  | DDR-Oberliga | 25    | 7      |
| 1980/81 | FC Carl Zeiss Jena | NRD  | DDR-Oberliga | 26    | 16     |
| 1981/82 | FC Carl Zeiss Jena | NRD  | DDR-Oberliga | 25    | 19     |
| 1982/83 | FC Carl Zeiss Jena | NRD  | DDR-Oberliga | 26    | 13     |
| 1983/84 | FC Carl Zeiss Jena | NRD  | DDR-Oberliga | 18    | 9      |
| 1984/85 | FC Rot-Weiß Erfurt | NRD  | DDR-Oberliga | 20    | 6      |
| 1985/86 | FC Rot-Weiß Erfurt | NRD  | DDR-Oberliga | 11    | 0      |

## Kariera reprezentacyjna
W reprezentacji NRD Schnuphase zadebiutował 17 lipca 1973 roku w wygranym 2:1 towarzyskim spotkaniu z Islandią. W 1974 roku został powołany przez selekcjonera Georga Buschnera do kadry na Mistrzostwa Świata w RFN, jedyny mundial na którym uczestniczyła kadra NRD. Tam Schnuphase wystąpił we dwóch meczach swojej drużyny: z Holandią (0:2) i z Argentyną (1:1). W 1980 roku był członkiem olimpijskiej kadry NRD, która na Igrzyskach Olimpijskich w Moskwie wywalczyła srebrny medal. Ostatni mecz w kadrze narodowej rozegrał w październiku 1983 przeciwko Szwajcarii (3:0). Łącznie rozegrał w niej 45 meczów i zdobył 6 goli.